# Jean Le Bel

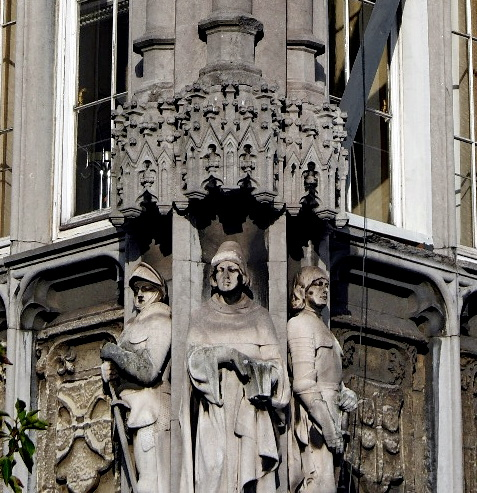
Jean Le Bel (till höger, bredvid Jean d'Outremeuse.

Jean Le Bel, född i slutet av 1200-talet, död den 15 februari 1370, var en belgisk krönikeskrivare.
Le Bel var kanik vid katedralen i Liège, men deltog 1327 i de engelsk-skotska gränsfejderna. Hans krönika, av Froissart åberopad som källa, upptäcktes i sin helhet först vid 1800-talets mitt och utgavs 1863 av Mathieu-Lambert Polain ("Les vraies chroniques de messire Jehan le Bel"). Den behandlar engelske kungen Edvard III:s historia (mest hans krigsföretag) till det engelsk-franska hundraårskrigets början. Le Bel bemödar sig om att skildra endast vad han eller hans sagesman själva bevittnat; från Le Bel har Froissart lånat några av sin krönikas mest kända episodskildringar.